# الجمعية المحمدية (إندونيسيا)
الجمعية المحمدية هي منظمة غير حكومية إسلامية كبرى في إندونيسيا. تأسست المنظمة في عام 1912 على يد أحمد دحلان في مدينة يوجياكرتا كحركة اجتماعية إصلاحية تدافع عن الاجتهاد: التفسير الفردي للقرآن والسنة، بدلاً من التقليد: قبول التفسيرات التقليدية التي يتناقلها العلماء. منذ تأسيسها اعتمدت المحمدية برنامجًا إصلاحيًا يجمع بين التعليم الديني والعلماني، يهدف هذا النهج في المقام الأول كطريقة لتعزيز الحراك التصاعدي للمسلمين نحو مجتمع «حديث» ولتنقية الإسلام الإندونيسي من الممارسات التوفيقية المحلية. كما أن من أهدافها مواصلت دعم الثقافة المحلية وتشجيع التسامح الديني في إندونيسيا، في حين أن القليل من مؤسسات التعليم العالي يحضرها معظمهم من غير المسلمين، ولا سيما في مقاطعتي شرق نوسا تينجارا وبابوا. تدير المجموعة أيضًا سلسلة كبيرة من المستشفيات الخيرية، وتدير 128 جامعة اعتبارًا من أواخر التسعينيات.
في الوقت الحالي تعد الجمعية المحمدية ثاني أكبر منظمة إسلامية في إندونيسيا حيث تضم 29 مليون عضو. رغم أن قادة وأعضاء المحمدية غالباً ما يشاركون بنشاط في تشكيل السياسة في إندونيسيا، إلا أن المحمدية ليست حزبًا سياسيًا. حيث كرست نفسها للأنشطة الاجتماعية والتعليمية.

## التاريخ
في 18 نوفمبر 1912 أسس أحمد دحلان مسؤول محكمة كراتون في يوجياكرتا وعالم مسلم مثقف من مكة، جمعية المحمدية في يوجياكارتا. كان هناك عدد من الدوافع وراء قيام هذه الحركة. ومن أهمها تخلف المجتمع الإسلامي وتغلغل المسيحية. اعتبر أحمد دحلان الذي تأثر كثيرًا بالإصلاحي المصري محمد عبده أن تحديث الدين وتنقية الدين من الممارسات التوفيقية أمر حيوي للغاية في إصلاح هذا الدين. لذلك اهتمت المحمدية منذ بدايتها بالحفاظ على التوحيد وتنقية التوحيد في المجتمع.
من عام 1913 إلى عام 1918 أنشأت المحمدية خمس مدارس إسلامية. في عام 1919 تم إنشاء مدرسة ثانوية إسلامية هي مدرسة هوج المحمدية. في إنشاء المدارس تلقت المحمدية مساعدة كبيرة من بوييدي أوتومو وهي حركة قومية مهمة في إندونيسيا في النصف الأول من القرن العشرين، مثل توفير المعلمين. تجنبت المحمدية السياسة بشكل عام. على عكس نظيرتها التقليدية نهضة العلماء، حيث لم تشكل حزبًا سياسيًا أبدًا. منذ تأسيسها كرست نفسها للأنشطة التعليمية والاجتماعية.
في عام 1925 بعد عامين من وفاة دحلان لم يكن لدى المحمدية سوى 4.000 عضو، وقد قامت ببناء 55 مدرسة وعيادتين في سورابايا ويوجياكارتا. بعد أن قدم عبد الكريم أمر الله المنظمة إلى مجتمع مينانجكاباو المسلم الديناميكي، تطورت المحمدية بسرعة. في عام 1938 ادعت المنظمة أن لديها 250 ألف عضو، وأدارت 834 مسجدًا، و 31 مكتبة، و 1.774 مدرسة، و 7.630 من العلماء. قام تجار مينانكباو بنشر الجمعية في جميع أنحاء إندونيسيا.
خلال الاضطرابات السياسية والعنف من 1965 إلى 1966 أعلنت المحمدية أن إبادة «الجستابو» (حركة 30 سبتمبر والحزب الشيوعي الإندونيسي) شكلت حربًا مقدسة، وهي وجهة نظر أيدتها الجماعات الإسلامية الأخرى. خلال «الإصلاح الإندونيسي» عام 1998 حثت بعض أجزاء من المحمدية القيادة على تشكيل حزب. لذلك أسسوا بمن فيهم رئيس المحمدية أمين الرايس حزب الانتداب الوطني. على الرغم من حصوله على دعم كبير من أعضاء المحمدية، إلا أن هذا الحزب ليس له علاقة رسمية بالمحمدية. يقول زعيم المحمدية إن أعضاء منظمته أحرار في الانضمام إلى الأحزاب السياسية التي يختارونها شريطة أن تشارك هذه الأحزاب القيم مع المحمدية.
اليوم، مع 29 مليون عضو، تعد المحمدية ثاني أكبر منظمة إسلامية في إندونيسيا بعد نهضة العلماء.

## العقيدة
العقيدة المركزية للجمعية المحمدية هي الإسلام السني. وهي تؤكد على سلطة القرآن والأحاديث الشريفة باعتبارها الشريعة الإسلامية الأسمى التي تعمل كأساس شرعي لتفسير المعتقدات والممارسات الدينية، على عكس الممارسات التقليدية حيث استثمرت الشريعة الإسلامية في المدارس الدينية من قبل العلماء. ينصب التركيز الرئيسي للحركة المحمدية على زيادة إحساس الناس بالمسؤولية الأخلاقية، وتنقية إيمانهم إلى الإسلام الحقيقي.
تعارض المحمدية بشدة التوفيق بين المعتقدات، حيث اندمج الإسلام مع الروحانية (عبادة الروح) ومع العناصر الهندوسية البوذية التي انتشرت بين المجتمعات من فترة ما قبل الإسلام. تعارض المحمدية تقليد الصوفية الذي يسمح للزعيم الصوفي (الشيخ) بأن يكون السلطة الرسمية للمسلمين. اعتبارًا من عام 2006 يُقال إنها «مالت بشدة نحو نوع أكثر تحفظًا من الإسلام» تحت قيادة دين شمس الدين رئيس مجلس العلماء الإندونيسي.

## الأنشطة
يُشار إلى المحمدية كمنظمة إصلاحية إسلامية. أنشطتها الرئيسية هي الدين والتعليم. قامت ببناء مدارس إسلامية بأشكال حديثة، باستثناء المدارس الداخلية التقليدية. بعض مدارسها مفتوحة أيضًا لغير المسلمين. [يوجد حالياً حوالي 5.754 مدرسة مملوكة للمحمدية. وقد عملت أيضا كمنظمة خيرية. اليوم تمتلك عدة مئات من العيادات والمستشفيات الطبية غير الربحية في جميع أنحاء إندونيسيا. وقد نشطت في الحملات الانتخابية حول خطر أنفلونزا الطيور في إندونيسيا.

## التنظيم

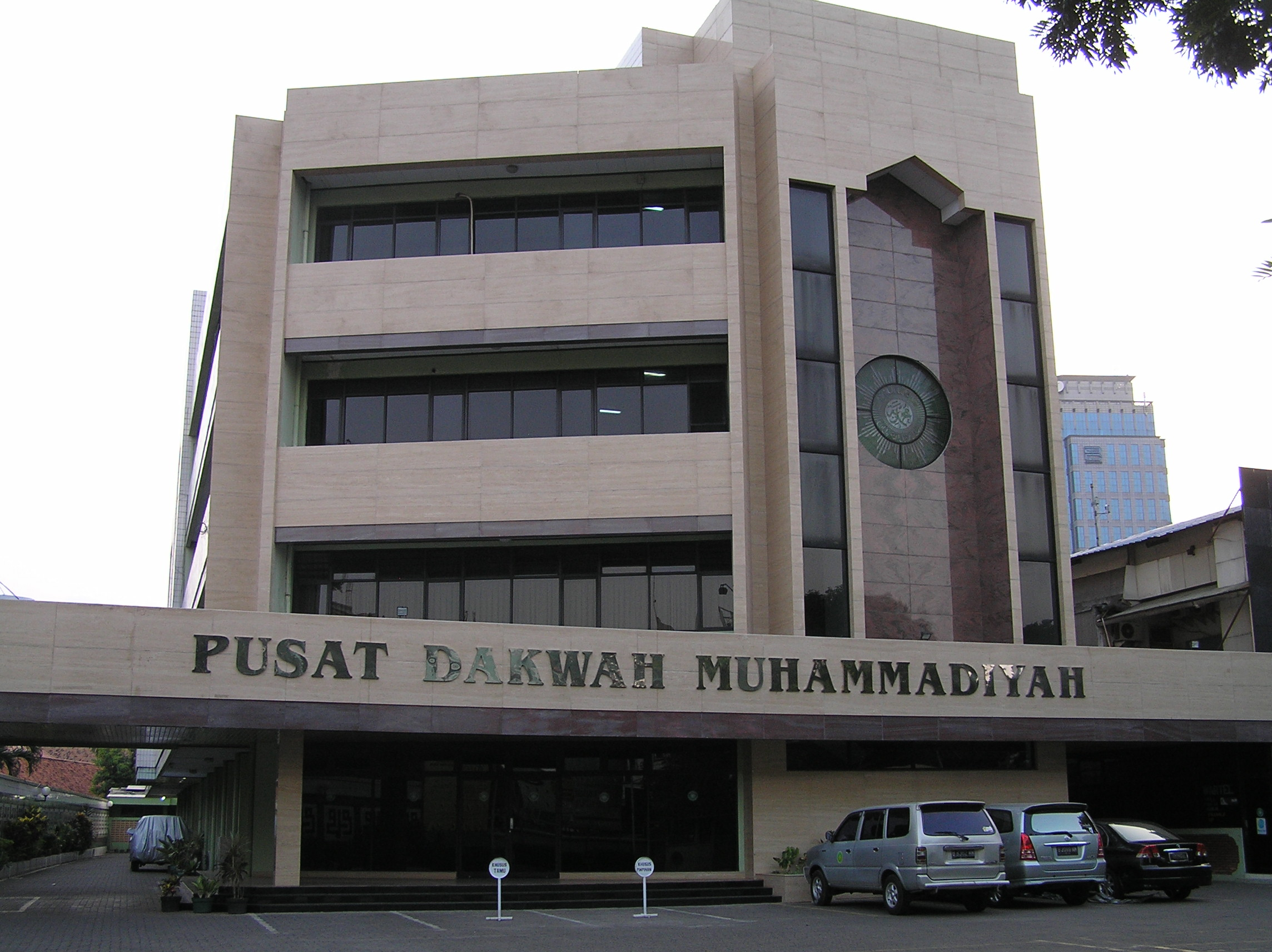
مكتب المحمدية الرئيسي بجاكرتا

كان المقر الوطني في الأصل في يوغياكارتا. بحلول عام 1970 تم نقل اللجان التي تتعامل مع التعليم والاقتصاد والصحة والرعاية الاجتماعية إلى العاصمة الوطنية لإندونيسيا جاكرتا. تدعم المحمدية عدة منظمات مستقلة:
- عيسية (سيدات).
- بمودا المحمدية (شباب).
- ناسيات العيسية (فتيات).
- جمعية طلاب المحمدية (اتحاد الطلاب).
- جمعية المحمدية الجامعية (طالب جامعي).
- الموقع المقدس لأمير المحمدية (بنشاك سيلات).
- حسبة واثان (كشافة).

يتكون هيكل اللجنة المركزية من خمسة مستشارين، ورئيس ونائب رئيس وأمين عام وبعض النواب وأمين صندوق وبعض النواب وعدد من نواب الرئيس.

## وصلات خارجية
- الموقع الرسمي للجمعية المحمدية باللغة العربية